# نادي القبح
نادي القبح (Club Dei Brutti) جمعية تحتفي بالقبح تأسست في بلدة بيوبكو الإيطالية عام 1879م، وكان السبب الرئيسي خلف تأسيسها هو تزويج الشابات اللواتي لا يملكن مستوى معين من الجمال في بيوبكو، وبمرور السنوات تطورت لتصبح منظمة عالمية تهدف إلى الاحتفاء بجمال الروح، وتناصر البشاعة اعتراضًا على وضع معايير معينة للجمال. وصارت تضم نحو 30,000 عضوًا و25 مكتبًا حول العالم.